# Ghiacciaio Sandhøhallet
Il ghiacciaio Sandhøhallet (in norvegese, letteralmente: "Pendio delle cime di sabbia") è un ghiacciaio situato sulla costa della Principessa Astrid, nella Terra della Regina Maud, in Antartide. Il ghiacciaio, il cui punto più alto si trova a oltre 2450 m s.l.m., si trova in particolare nel gruppo montuoso dei monti Conrad, facenti parte della più vasta catena dei monti Orvin, dove scorre lungo il versante meridionale delle cime Sandhø.

## Storia
Il ghiacciaio Sandhøhallet fu scoperto e fotografato per la prima volta nel 1939 grazie a ricognizioni aeree svolte durante la spedizione tedesca Nuova Svevia, 1938-39, ed in seguito mappato più dettagliatamente da cartografi norvegesi grazie a ricognizioni effettuate nel corso della sesta spedizione antartica norvegese, svoltasi nel 1956-60, che lo battezzarono con il suo attuale nome in associazione con le sopraccitate cime Sandhø.